# Edmundo Pisano Valdés

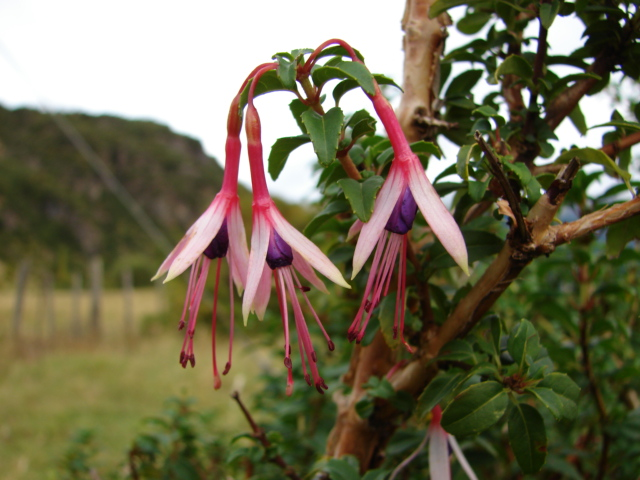
Fuchsia magellanica var. eburnea (Pisano 1979). En estado silvestre, mañihuales, Región de Aysén, Chile.

Edmundo Pisano Valdés (Punta Arenas, 19 de mayo de 1919-Santiago, 29 de marzo de 1997) fue un ecólogo vegetal, botánico e ingeniero agrónomo chileno.

## Biografía
Desde 1948 a 1966 fue investigador en la Facultad de Agronomía de la Universidad de Chile. En los años 1967 y 1968 se desempeñó como administrador del fundo «El Pangal» en Limache. 
En el año 1969 regresa a su natal Punta Arenas. Entre 1969 y 1985 lidera el Departamento de Recursos Naturales. En 1985 el Instituto de la Patagonia se convierte en parte de la Universidad de Magallanes y Pisano es profesor asociado, posteriormente titular y, en 1991, se le otorga el grado de profesor emérito. Entre los cursos que dictó entre 1991 y 1997 se cuenta biogeografía.
En el Instituto de la Patagonia cumplió un papel fundamental donde muchos de sus trabajos se publicaron en los Anales del Instituto de la Patagonia. 
Una extensa bibliografía de Pisano fue publicada por Vuilleumier en el Boletín de la Southern Connection.
Muere en Santiago el 29 de marzo de 1997, de un cáncer estomacal.

## Taxon nombrado
- Fuchsia magellanica  var. eburnea

## Taxa dedicados
- Carex pisanoi Wheeler[2]

- La abreviatura «Pisano» se emplea para indicar a Edmundo Pisano Valdés como autoridad en la descripción y clasificación científica de los vegetales.[3]